# لینتون، ویکتوریا
لینتون (به انگلیسی: Linton) یک شهرک در استرالیا است که در ویکتوریا (استرالیا) واقع شده‌است.